# Palonen (ö i Kajanaland, Kajana, lat 64,39, long 27,86)
Palonen är en ö i Finland. Den ligger i sjön Ule träsk och i kommunen Paldamo i den ekonomiska regionen  Kajana ekonomiska region  och landskapet Kajanaland, i den centrala delen av landet, 500 km norr om huvudstaden Helsingfors. Öns area är 6,2 hektar och dess största längd är 410 meter i sydväst-nordöstlig riktning.